# Falacia de la verdad a medias
En lógica, la falacia de la verdad a medias es una falacia en que se presenta algo creíble y se toma eso como buena razón para creer que el resto de la presentación es verdadera. Una persona engañada por una verdad a medias podrá considerar la proposición o declaración como una verdad absoluta y actuar en consecuencia.
Las verdades a medias son frases engañosas y falsas, que incluyen algún elemento de verdad. Las frases pueden ser parcialmente verdad, la frase pueden ser incluso verdad pero no toda la verdad, lo que produce un engaño provocado por omisión. Pueden incluir algunos elementos engañosos como signos de puntuación, especialmente si se intenta engañar, evadir la culpa o malinterpretar la verdad. El propósito de las medias verdades o verdades a medias es hacer parecer algo que solo es una creencia como un conocimiento o verdad absoluta. De acuerdo con la teoría de la justificación, para saber si una determinada proposición es verdadera, uno debe no solo creer en la verdadera e importante proposición sino también debe tener una buena razón o argumentos para hacerlo.
En política, las verdades a medias son una parte integral de las democracias representativas o parlamentarias. La reputación de un candidato político podrá ser irremediablemente dañada si él o ella es expuesto como mentiroso, así un complejo estilo de lenguaje ha evolucionado para minimizar las probabilidades de que ocurra esto. Si alguien no ha dicho algo, entonces ellos no podrán acusarlo de mentir. En consecuencia los políticos se han convertido en un conjunto en el que las verdades a medias abundan y son esperadas, dañando la credibilidad del conjunto.

## Ejemplos
«El Sol se pone por el oeste» es una verdad a medias ya que aunque la afirmación es verdadera para la mayor parte de la tierra, induce a creer que siempre es así. La proposición no ambigua para el planeta Tierra sería  «En el mundo, el sol siempre se pone por el oeste» y se notaría que es falsa porque aunque en la mayor parte del mundo esto es así, en el polo norte el sol se pone por el sur y en el polo sur el sol se pone por el norte una vez al año por la inclinación del plano del ecuador con respecto a la eclíptica. En otros planetas con movimientos retrógrados el sol sale por el este y su día solar puede durar hasta casi uno de sus años (Venus).
De hecho, el Sol ni siquiera se pone, porque no es el Sol que se mueve alrededor de los planetas sino que es el movimiento rotatorio de los planetas el que produce este efecto de la puesta de sol.
Tampoco es un buen ejemplo de verdad a medias si se considera que en el polo norte en realidad no hay oeste ni este y es sur hacia cualquier dirección hacia el horizonte. Por lo que aunque no se pusiera el sol en el polo norte no sería falso decir que donde se pone se pone por el oeste. Sin embargo en la tierra, en el polo norte (y viceversa), se pone el sol por el sur una vez al año en sus cercanías hasta el círculo polar de radio visible desde el polo norte. Más allá de ese círculo, la dirección (vector) circular hacia el oeste (o este) se empieza a ver como una línea recta. (<----   oeste o este ---->) En otros planetas pueden ser diferentes las cosas, por ejemplo: en Venus el Sol siempre se pone por el este y no es verdad a medias.